# Evangelische Kirche (Trnávka)

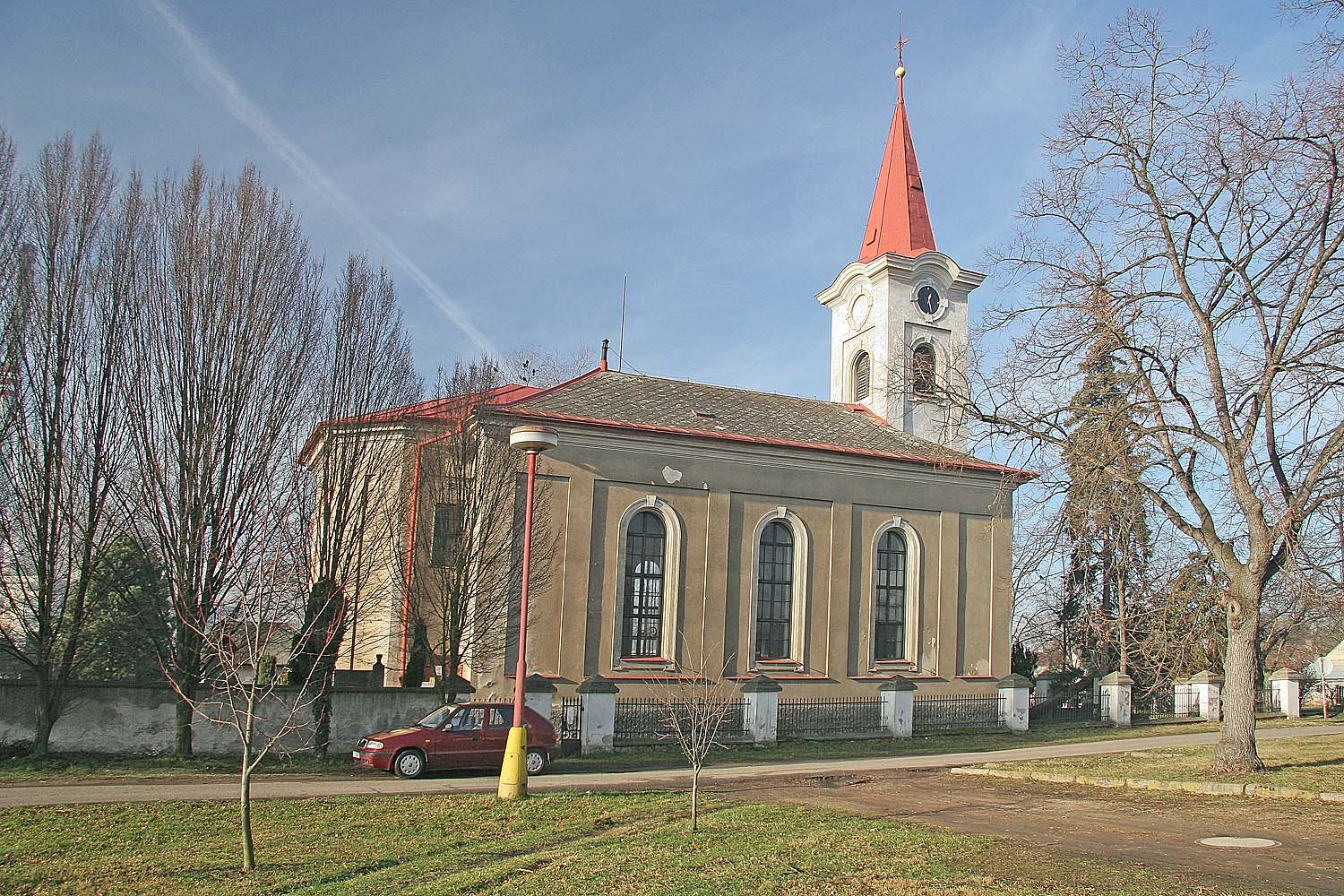
Evangelische Kirche

Die Evangelische Kirche ist ein Kirchenbauwerk in Trnávka (deutsch Ternawka), einer Gemeinde im Okres Pardubice in Tschechien.

## Geschichte
Bereits während des 16. Jahrhunderts hatte es in Trnávka eine protestantische Gemeinde gegeben, die sich auf der Burg Telčice versammelte und später als kryptoprotestantische Gemeinde fortbestand. Erst mit Erlass des josephinischen Toleranzpatents von 1781 wurde diese offiziell wieder zugelassen. 1783 erfolgte die Einweihung des zunächst in Holz erbauten provisorischen Bethauses, des Pfarrhauses und einer Schule. In den folgenden Jahren wurde ein steinernes Bethaus errichtet, das im Mai 1797 fertiggestellt war. 1882 begann der Bau der bestehenden Kirche, eine im Äußern lisenengegliederte Saalkirche mit eingezogenem Turm und einer polygonalen Apsis, deren Einweihung am 22. Mai 1884 erfolgte. Heute gehört sie zur Evangelischen Kirche der Böhmischen Brüder.